# Blood on the Tracks
Blood on the Tracks — пятнадцатый студийный альбом американского автора-исполнителя Боба Дилана, вышел в январе 1975 года на лейбле Columbia Records, Дилан вновь вернулся на Columbia после записи двух альбомов на Asylum Records.

## Об альбоме
Этот альбом, в отличие от предыдущих, снискавших довольно сдержанные оценки, был встречен восторженно. После выхода этот альбом стали причислять к числу лучших работ Дилана. Нередко в рецензии на тот или иной его последующий альбом можно прочитать «лучший после Blood on the Tracks».
Большая часть песен в альбоме затрагивают темы душевной боли, гнева и одиночества. В 2003 году альбом занял 16-е место в списке 500 величайших альбомов всех времён по версии журнала Rolling Stone.
Альбом достиг 1-й позиции в американском Billboard Top LPs & Tape и 4-го места в Британии. Сингл «Tangled Up in Blue» поднялся до 31-го места Billboard Hot 100. Альбом остаётся одной самых продаваемых работ Дилана и является дважды платиновым.

## Список композиций
Слова и музыка всех песен — Боб Дилан.
| №  | Название                                    | Дата и место записи               | Длительность |
| -- | ------------------------------------------- | --------------------------------- | ------------ |
| 1. | «Tangled Up in Blue»                        | 30 декабря 1974 года, Миннеаполис | 5:40         |
| 2. | «Simple Twist of Fate»                      | 19 сентября 1974 года, Нью-Йорк   | 4:18         |
| 3. | «You’re a Big Girl Now»                     | 27 декабря 1974 года, Миннеаполис | 4:36         |
| 4. | «Idiot Wind»                                | 27 декабря 1974 года, Миннеаполис | 7:45         |
| 5. | «You’re Gonna Make Me Lonesome When You Go» | 19 сентября 1974 года, Нью-Йорк   | 2:58         |

| №                   | Название                                | Дата и место записи               | Длительность |
| ------------------- | --------------------------------------- | --------------------------------- | ------------ |
| 1.                  | «Meet Me in the Morning»                | 16 сентября 1974 года, Нью-Йорк   | 4:19         |
| 2.                  | «Lily, Rosemary and the Jack of Hearts» | 30 декабря 1974 года, Миннеаполис | 8:50         |
| 3.                  | «If You See Her, Say Hello»             | 30 декабря 1974 года, Миннеаполис | 4:46         |
| 4.                  | «Shelter from the Storm»                | 17 сентября 1974 года, Нью-Йорк   | 4:59         |
| 5.                  | «Buckets of Rain»                       | 19 сентября 1974 года, Нью-Йорк   | 3:29         |
| Общая длительность: | Общая длительность:                     | Общая длительность:               | 51:40        |

## Участники записи
Приведены по сведениям книги Клинтона Хейлина Bob Dylan: A Life in Stolen Moments: Day by Day 1941—1995 и сайта Улофа Бьорнера, нумерация треков указана по изданию в формате компакт-диска.
Музыканты:
- Боб Дилан — вокал, гитара (в песнях 1–10), губная гармоника (в песнях 1–5, 7, 9), орган Хаммонда (в песне 4), мандолина (в песне 8)

| сессии в Миннеаполисе: - Билл Питерсон — бас (в песнях 1, 4, 7) - Крис Вебер — гитара (в песнях 1, 3, 4, 7), 12-струнная гитара (в песне 8) - Грегг Инхофер — клавишные (в песне 1), фортепиано (в песнях 3, 4), орган Хаммонда (в песнях 7, 8) - Билл Берг — ударные (в песнях 1, 3, 4, 7, 8) - Кевин Одегард — гитара (в песне 1) - Петер Остроушко — мандолина (в песне 8) | сессии в Нью-Йорке: - Эрик Вайсберг — гитара (в песне 6) - Тони Браун — бас (в песнях 2, 5, 6, 9, 10) - Чарльз Браун, III — гитара (в песне 6) - Бадди Кэйдж — педальная слайд-гитара (в песне 6) - Ричард Крукс — ударные (в песне 6) - Томас Макфол — клавишные (в песне 6) |

Технический персонал:
- Боб Дилан — музыкальный продюсер
- Фил Рамон — звукоинженер (сессии в Нью-Йорке)
- Пол Мартинсон — звукоинженер (сессии в Миннеаполисе)
- Гленн Бергер — оператор плёнки, ассистент звукоинженера (сессии в Нью-Йорке)
- Пол Тилль — фотографии
- Дэвид Оппенхайм — иллюстрации
- Рон Коро — арт-директор
- Пит Хэмилл[англ.] — автор текста для буклета

## Позиции в хит-парадах и коммерческие показатели
| Год  | Хит-парад                                  | Высшая позиция | Пребывание в чарте |
| ---- | ------------------------------------------ | -------------- | ------------------ |
| 1975 | Великобритания (UK Albums Chart)           | 4              | 17 недель          |
| 1975 | Канада (RPM Albums Chart)                  | 1              | 23 недели          |
| 1975 | Нидерланды (Nationale Hitparade LP Top 20) | 5              | 8 недель           |
| 1975 | Новая Зеландия (RIANZ)                     | 1              | 18 недель          |
| 1975 | Норвегия (VG-lista)                        | 2              | 12 недель          |
| 1975 | США (Billboard Top LPs & Tape)             | 1              | 24 недели          |
| 1975 | Финляндия (Suomen virallinen lista)        | 12             | 14 недель          |
| 1975 | ФРГ (Offizielle Top 100)                   | 45             | 2 недели           |
|      |                                            |                |                    |
| 2000 | Ирландия (IRMA)                            | 38             | 2 недели           |
|      |                                            |                |                    |
| 2019 | Португалия (AFP)                           | 48             | 1 неделя           |

| Год  | Хит-парад                          | Позиция |
| ---- | ---------------------------------- | ------- |
| 1975 | Великобритания (Gallup Poll)       | 49      |
| 1975 | Канада (RPM Year-End)              | 6       |
| 1975 | Нидерланды (Buma/Stemra)           | 31      |
| 1975 | США (Billboard Top Popular Albums) | 40      |

| Регион                                                      | Сертификация  | Продажи    |
| ----------------------------------------------------------- | ------------- | ---------- |
| Великобритания (BPI)                                        | Платиновый    | 300 000^   |
| Италия                                                      | —             | 100 000    |
| Канада (Music Canada)                                       | Платиновый    | 100 000^   |
| США (RIAA)                                                  | 2× Платиновый | 2 000 000^ |
| ^ Данные о тиражах приведены только на основе сертификации. |               |            |